# Wijken en buurten in Vlissingen
De Nederlandse gemeente Vlissingen is voor statistische doeleinden onderverdeeld in wijken en buurten. De gemeente is verdeeld in de volgende statistische wijken:
- Wijk 01 Binnenstad (CBS-wijkcode:071801)
- Wijk 02 Middengebied (CBS-wijkcode:071802)
- Wijk 03 Paauwenburg-Westduin  (CBS-wijkcode:071803)
- Wijk 04 Lammerenburg (CBS-wijkcode:071804)
- Wijk 05 Oost-Souburg (CBS-wijkcode:071805)
- Wijk 06 Ritthem en omgeving (CBS-wijkcode:071806)
- Wijk 07 Binnen- en Buitenhavens (CBS-wijkcode:071807)
- Wijk 08 Sloegebied (CBS-wijkcode:071808)

Een statistische wijk kan bestaan uit meerdere buurten. Onderstaande tabel geeft de buurtindeling met kentallen volgens het Centraal Bureau voor de Statistiek (2008):
| CBS-buurtcode | Buurtnaam                          | Inwonertal | Opp. totaal (ha) | Opp. land (ha) | Ligging                |
| ------------- | ---------------------------------- | ---------- | ---------------- | -------------- | ---------------------- |
| BU07180100    | Oude Binnenstad                    | 3710       | 103              | 87             | Locatie in de gemeente |
| BU07180101    | Scheldestraat en omgeving          | 3420       | 49               | 48             | Locatie in de gemeente |
| BU07180102    | Stadhuisplein en omgeving          | 580        | 13               | 13             | Locatie in de gemeente |
| BU07180200    | Boulevard Spuikom en Vredehof Zuid | 1900       | 46               | 46             | Locatie in de gemeente |
| BU07180201    | Bonedijksestraat en omgeving       | 1770       | 25               | 24             | Locatie in de gemeente |
| BU07180202    | Bloemenlaan en omgeving            | 3620       | 45               | 44             | Locatie in de gemeente |
| BU07180203    | Baskensburg-Zuid                   | 130        | 28               | 26             | Locatie in de gemeente |
| BU07180204    | Vredehof-Noord                     | 360        | 24               | 22             | Locatie in de gemeente |
| BU07180205    | Het Fort en omgeving               | 650        | 26               | 24             | Locatie in de gemeente |
| BU07180206    | Herc. Segherslaan en omgeving      | 1640       | 46               | 45             | Locatie in de gemeente |
| BU07180207    | Baskensburg-Noord                  | 10         | 35               | 34             | Locatie in de gemeente |
| BU07180300    | Paauwenburg-Oost                   | 3620       | 67               | 66             | Locatie in de gemeente |
| BU07180301    | Paauwenburg-West                   | 2220       | 82               | 82             | Locatie in de gemeente |
| BU07180302    | Westduin                           | 20         | 126              | 121            | Locatie in de gemeente |
| BU07180400    | Rosenburgh                         | 1760       | 33               | 31             | Locatie in de gemeente |
| BU07180401    | Bossenburgh-Weyevliet              | 2450       | 50               | 48             | Locatie in de gemeente |
| BU07180402    | Westerzicht                        | 1660       | 37               | 36             | Locatie in de gemeente |
| BU07180403    | Lammerenburg B.P.                  | 760        | 28               | 27             | Locatie in de gemeente |
| BU07180404    | Zuidbeek                           | 460        | 43               | 42             | Locatie in de gemeente |
| BU07180405    | Papagaaienburg-Hofwijk             | 1120       | 32               | 32             | Locatie in de gemeente |
| BU07180406    | West-Souburg                       | 1010       | 30               | 28             | Locatie in de gemeente |
| BU07180407    | Landelijk gebied Lammerenburg      | 0          | 76               | 72             | Locatie in de gemeente |
| BU07180408    | Vrijburg                           | 790        | 130              | 127            | Locatie in de gemeente |
| BU07180500    | Kern-Oost-Souburg                  | 3990       | 72               | 70             | Locatie in de gemeente |
| BU07180501    | Zeewijksingel                      | 1290       | 34               | 32             | Locatie in de gemeente |
| BU07180502    | Schoonenburg-Groot Abeele          | 3290       | 86               | 81             | Locatie in de gemeente |
| BU07180503    | Molenweg en omgeving               | 1860       | 40               | 40             | Locatie in de gemeente |
| BU07180504    | Landelijk gebied Oost-Souburg      | 10         | 104              | 102            | Locatie in de gemeente |
| BU07180600    | Ritthem                            | 390        | 30               | 30             | Locatie in de gemeente |
| BU07180602    | Landelijk gebied Ritthem-Noord     | 60         | 487              | 482            | Locatie in de gemeente |
| BU07180603    | Landelijk gebied Ritthem-Zuid      | 130        | 588              | 561            | Locatie in de gemeente |
| BU07180700    | Binnen- en Buitenhavens            | 120        | 140              | 119            | Locatie in de gemeente |
| BU07180800    | Sloegebied                         | 0          | 773              | 773            | Locatie in de gemeente |